# Де Лазари, Константин Николаевич (фотограф)
Константин Николаевич де Лазари (5 марта 1869, г. Кременчуг — 1 ноября 1930, г. Лодзь (Польша) — фотограф XIX — начала XX века.

## Происхождение
Род де Лазари происходит от Дмитриоса де Лазари — уроженца греческого острова Занте, в 1780 году поступившего к Екатерине II на службу; в награду ему были пожалованы земли в Карасубазаре в Крыму. Дед Константина Николаевича воевал в русской армии в Отечественную войну 1812 года.
Константин Николаевич являлся братом Александра, отцом Ии де Лазари-Павловской и дедом Анджея де Лазари.

## Биография
Константин де Лазари учился в Полоцком кадетском корпусе, затем в Радомской мужской гимназии (Польша) и в Елисаветградском кавалерийском училище.
В 1889—1892 годы служил в Малороссийском 40-м драгунском полку. В 1892 вышел в отставку и стал чиновником; увлёкся фотографией.
Будучи начальником Лепсинского уезда Семиреченской области и участвуя в Переписи населения Российской империи (1897) посылал в Музей антропологии и этнографии сотни своих работ об образе кочевой жизни казахов и киргизов, где они хранятся до сих пор. О его заслугах для Кунсткамеры пишет В. А. Прищепова: «Коллекции К. Н. де-Лазари в музее ждали с нетерпением и признательностью».
Константин де Лазари много путешествовал. Его фотографии из России, Италии, Швейцарии, Голландии и проч. хранятся в лодзинском Музее кинематографии.
С 1899 по 1915 год служил на территории Польши (мировым посредником и комиссаром по крестьянским делам в Новорадомске и в Люблине). Во время Первой мировой войны был помощником А. И. Гучкова, главноуполномоченного Красного Креста во 2-й Армии.
В 1921 г. эмигрировал в Польшу и получил польское гражданство. Похоронен на Старом кладбище в Лодзи.

## Выставки
- «STARE ZDJĘCIA», 2006, г. Лодзь, Польша.
- «Киргизы и казахи конца XIX века», 2006, г. Лодзь, Польша.
- «Степи Великой отраженье…», 2009, г. Астана.
- «Казахстан. Вчера и сегодня», 2011, г. Усть-Каменогорск.